# Loviturile de stat din Fiji din 1987
Loviturile de stat din Fiji din 1987 au dus la răsturnarea guvernului ales al prim-ministrului fijian Timoci Bavadra, înlăturarea reginei Elisabeta a II-a ca regină a Fijiului și la declararea republicii. Prima lovitură de stat, în urma căruia a fost înlăturat Bavadra, a avut loc la 14 mai 1987; o a doua lovitură de stat, la 28 septembrie a pus capăt monarhiei și a fost urmată la scurt timp de proclamarea unei republici la 7 octombrie. Ambele acțiuni militare au fost conduse de locotenent-colonelul Sitiveni Rabuka, pe atunci al treilea la comanda Forțelor Militare Regale din Fiji. În funcție de perspectivă, evenimentul poate fi văzut fie ca două lovituri de stat succesive separate printr-o pauză de patru luni, fie ca o singură lovitură de stat începută pe 14 mai și încheiată cu declararea republicii.

## Context
Atât înainte, cât și după ce Fiji și-a câștigat independența față de Regatul Unit, în 1970, tensiunile dintre grupurile etnice autohtone fijiane și indo-fijieni (aproximativ 46%, respectiv 49% din populația din 1987) s-au manifestat continuu în tulburări sociale și politice. Alegerile generale din Fiji, din aprilie 1987, au dus la înlocuirea guvernului conservator al prim-ministrului Ratu Sir Kamisese Mara, condus de indigeni, cu o coaliție multi-etnică condusă deo coaliție laburistă, susținută în mare parte de pluralitatea indo-fijiană, iar Rabuka a pretins că există îngrijorări etnice ale fijienilor din cauza discriminărilor drept scuză pentru preluarea puterii. Cu toate acestea, multe autorități s-au îndoit de veridicitatea acestora, având în vedere garanțiile constituționale existente.

## Loviturile de stat

### Lovitura de stat din mai
În dimineața zilei de 14 mai, în jurul orei 10 dimineața, zece soldați înarmați mascați au intrat în Camera Reprezentanților și au pus stăpânire pe legislativul național, care se adunase pentru sesiunea sa de dimineață. Locotenent-colonelul Sitiveni Rabuka, îmbrăcat în haine civile, l-a abordat pe premierul Timoci Bavadra și a ordonat membrilor parlamentului să părăsească clădirea. Au făcut acest lucru fără să reziste. Lovitura de stat a fost un aparent succes și a fost realizată fără pierderi de viață.
În jurul orei 11, Radio Fiji a anunțat știrea despre preluarea militară. S-a anunțat că Rabuka a mers la Reședința Guvernamentală pentru a-l vedea pe guvernatorul general, Ratu Sir Penaia Ganilau. El dorea recunoașterea acțiunii militare și răsturnarea guvernului Bavadra. Un guvern interimar urma să fie numit în scurt timp, iar publicul a fost îndemnat să „rămână calm și să continue cu activitatea lor zilnică.” În cadrul ședinței, guvernatorul general (care era șeful lui Rabuka) l-a ușoară mustrat ușor pe Rabuka. L-a întrebat „Ce ai făcut?” și „Vrei să spui că am rămas fără funcție?” El a adăugat că Rabuka ar fi trebuit să acorde mai mult timp guvernului înlăturat. Întâlnirea s-a încheiat Sir Penaia afirmând „Noroc, sper că știi ce faci.”
În urma loviturii de stat, guvernatorul general a comandat un comitet de revizuire a Constituției, condus de Sir John Falvey, pentru a analiza „deficiențele” constituției Republicii Fiji din 1970.
Comisia urma să înceapă audierile pe 6 iulie și să transmită recomandările guvernatorului general până la 31 iulie. Termenii de referință au fost „să consolideze reprezentarea fijienilor autohtoni și să țină cont de interesul cel mai bun al altor popoare din Fiji.” Comisia a primit 860 de observații scrise și 120 de observații orale și a elaborat un raport recomandând o nouă legislatură unicamerală cuprinzând 36 de fijieni (28 aleși și 8 numiți de Marele Consiliu al Căpeteniilor), 22 de indo-fijieni, 8 electori generali, 1 rotuman și până la patru nominalizați din partea primului ministru. Circumscripțiile naționale, alocate etnic și alese prin vot universal, trebuiau desființate, iar toate votările trebuiau să fie pe baze comunale. Postul primului ministru urma să fie rezervat pentru un Fijian autohton.
Guvernatorul general a dizolvat parlamentul și l-a amnistiat pe Rabuka, promovându-l în același timp în funcția de comandant al forțelor militare regale din Fiji. Acțiunile guvernatorului general au fost privite cu suspiciune de către guvernul înlăturat, iar Bavadra a contestat decizia lui Penaia la Curtea Supremă.

### Lovitura de stat din septembrie
Din independența din 1970, șeful statului din Fiji a fost regina Elisabeta a II-a. Curtea Supremă a decretat că lovitura de stat este neconstituțională, iar guvernatorul general a încercat să preia puterea executivă. El a deschis negocieri cunoscute sub numele de Discuțiile de la Deuba, atât cu guvernul înlăturat, cât și cu Alliance Party, pe care majoritatea indienilor l-au sprijinit. Aceste negocieri au culminat cu Acordul de la Deuba din 23 septembrie 1987, care prevedea un guvern de unitate națională, în care ambele părți vor fi reprezentate sub conducerea guvernatorului general. Temându-se că câștigurile primei lovituri de stat vor fi pierdute, Rabuka a organizat o a doua lovitură de stat la 25 septembrie. Rabuka a decretat Fiji drept republică la 7 octombrie 1987, abrogând Constituția, afirmând că l-a înlăturat pe guvernatorul general din funcție și declarându-se șeful guvernului militar interimar. Ratu Sir Penaia Ganilau și-a dat demisia din funcția de guvernator general la 15 octombrie, deși a devenit primul președinte al Republicii Fiji la 6 decembrie 1987.

## Implicarea internațională
Australia și Noua Zeelandă, cele două națiuni cu cea mai importantă influență politică în regiune, au devenit neliniștite din cauza evenimentului, dar în cele din urmă nu au întreprins nicio acțiune pentru a interveni. Cu toate acestea, au stabilit că nu vor recunoaște noul guvern, suspendând ajutorul extern alături de Statele Unite și Regatul Unit.
Mișcarea laburistă australiană, a luat înlăturarea unui guvern condus de un Partid Laburist ca pe afront împotriva mișcări laburiste din întreaga lume, a instituit un embargo împotriva transferurilor către Fiji. Întrucât Australia a fost cel mai mare partener de comerț exterior al Fijiului, embargoul a dus la o diminuare semnificativă a comerțului internațional din Fiji.

## Urmări
În perioada imediat următoare a celei de-a doua lovituri de stat, Organizația Națiunilor Unite a denunțat lovitura de stat, cerând restabilirea fostului guvern. Commonwealth a răspuns cu expulzarea imediată a Fijiului din asociației.
Economia Fijiului s-a contractat cu până la 7,8% între 1987 și 1988, din cauza unei scăderi majore a turismului și a producției de zahăr.
O nouă constituție a fost ratificată în 1990, în care funcțiile de președinte și prim-ministru, împreună cu două treimi din Senat, o majoritate substanțială a Camerei Reprezentanților erau rezervate pentru indieni fijieni. Aceste dispoziții discriminatorii au fost în cele din urmă înlăturate de o revizuire constituțională în 1997.
Loviturile au declanșat o mare emigrare a indo-fijienilor (în special a muncitorilor calificați), aceștia devenind minoritari până în 1994. Astăzi, însă, deși Fiji are încă probleme economice, a reușit să recupereze încet din această pierdere.